# Controlestaat

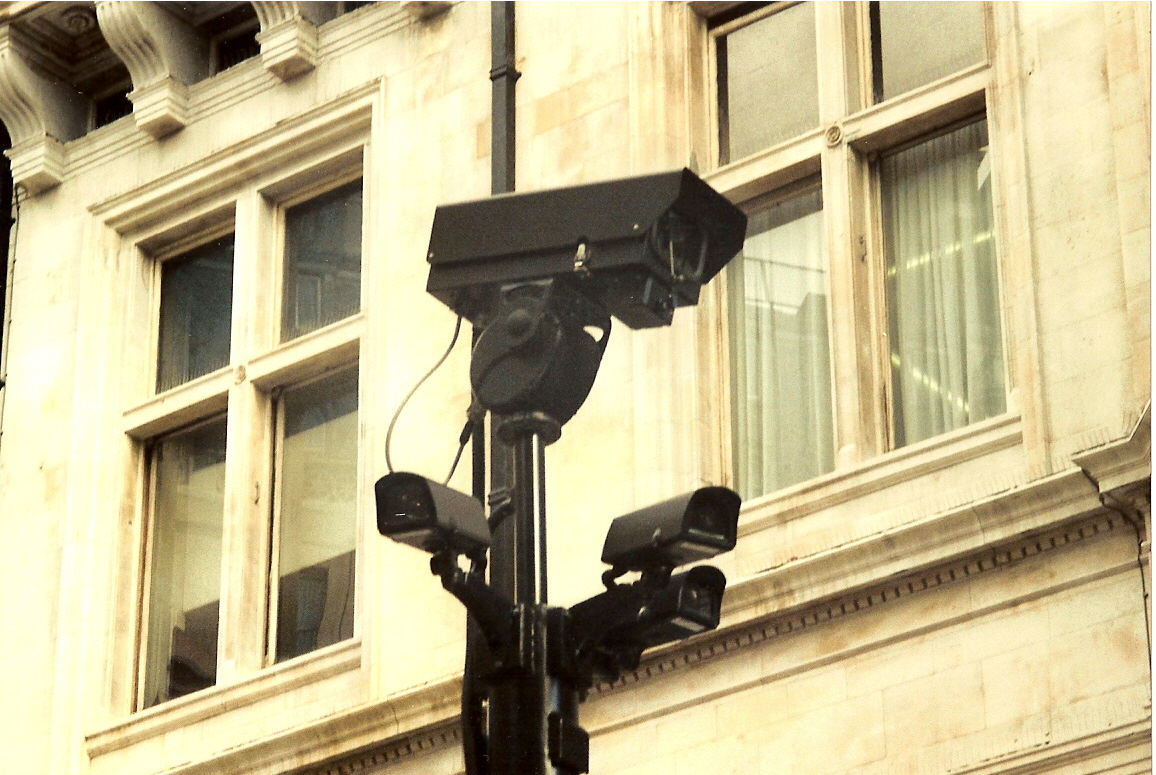
Bewakingscamera in de binnenstad van Londen.

Met een controlestaat (Duits: Überwachungsstaat) wordt het soort samenleving bedoeld waarin de staat zijn burgers met alle ter beschikking staande en legaal toegestane middelen mag bewaken. De voornaamste doelen hiervan zijn het zeer snel kunnen opsporen van wetsovertredingen en het door de geheime dienst inwinnen van informatie over individuele personen of bepaalde bevolkingsgroepen.
Het zo goed mogelijk tegengaan van de georganiseerde misdaad, strafbare feiten en terrorisme wordt door voorstanders van de controlestaat als belangrijkste reden genoemd. Tegenstanders van dit type samenleving voeren aan dat dit type samenleving in strijd is met de beginselen van de democratie, en wijzen daarnaast op het feit dat in het kader van een controlestaat ontwikkelde opsporingstechnieken zoals Rasterfahndung uiteindelijk weinig succesvol zijn geweest.

## Kenmerken van een controlestaat
Preventie van strafbare feiten en ander ongewenst burgerlijk gedrag vindt binnen een controlestaat reeds plaats door middel van zogeheten Überwachungsdruck. Soms gebeurt het dat ogenschijnlijk preventieve maatregelen tegen een of meerdere personen worden genomen, die echter in werkelijkheid alleen bedoeld zijn om het publieke imago van de instanties nog eens te versterken. In Duitsland gebeurde dit voor het laatst op 28 september 2009, toen in München twee moslims werden opgepakt nog voordat hen iets ten laste was gelegd. Ook bij de 33e jaarlijkse conferentie van de G8 werden dergelijke preventieve maatregelen tegen potentiële ordeverstoorders overwogen.
Belangrijke kenmerken van een controlestaat zijn verder een sterke inperking van de gegevensbescherming, de privacy en (in het bijzonder in Duitsland, waar dit in 1983 werd doorgevoerd) de informationele zelfbeschikking. Juridische maatregelen die in een controlestaat genomen worden kunnen de vorm hebben van Rasterfahndungen, toezicht in het openbaar door middel van bewakingscamera's en het routinematig opstellen van bewegingsprofielen, gendatabanken, biometrische databanken, op grote schaal uitgevoerde telefoontaps en de op 1 januari 2008 in de Europese Unie doorgevoerde dataretentie.

## Voorbeelden
De voormalige Sovjet-Unie en de vroegere Duitse Democratische Republiek worden wel gezien als traditionele voorbeelden van volledig gerealiseerde controlestaten met alle bijbehorende technologieën. In 2006 werd ook het Verenigd Koninkrijk door het Surveillance Studies Network als zodanig beschreven.